# Anita Loos
Anita Loos (ur. 26 kwietnia 1888 w Mount Shasta, zm. 18 sierpnia 1981 w Nowym Jorku) – amerykańska pisarka, scenarzystka i producentka filmowa. Autorka ok. 150 scenariuszy filmowych, znana z podniesienia plansz tekstowych do rangi sztuki. Uznawana za pierwszą osobę, która użyła humoru językowego w planszach tekstowych. Nazywana przez D.W. Griffitha najbystrzejszą młodą kobietą na świecie.

## Biografia
Karierę scenarzystki rozpoczęła jako trzynastolatka w American Biograph Company. Studio zdecydowało się na współpracę z nią po tym, jak wysłała im listownie swój pierwszy scenariusz. Napisała go w czasie jednego poranka. Zaowocował on filmem Kapelusz z Nowego Jorku (1912, reż. D.W. Griffith). Pracowała bardzo intensywnie: w latach 1912–1915 napisała ponad setkę scenariuszy, z których tylko kilka nie trafiło na ekrany.
W latach 1918–1920 próbowała także swoich sił jako producentka, łącznie wyprodukowała 6 filmów.
Scenariusze Loos i wykorzystywany w nich humor językowy były jednym ze źródeł sukcesu aktora Douglasa Fairbanksa. Loos pracowała przy filmach Fairbanksa wraz z reżyserem Johnem Emersonem, którego poślubiła w 1920. Para współpracowała też, tworząc filmy dla aktorki Constance Talmadge. Według niektórych źródeł, praca z Emersonem nie była dla Loos łatwa – reżyser domagał się uwzględnienia go w napisach jako współscenarzystę, mimo całkowitego braku wkładu w tę warstwę filmu. Według Marshy McCreadie delegował na nią dodatkowo część zadań związanych z reżyserią filmu Mama’s Affair (1921) oraz z produkcją kilku innych scenariuszy. Emerson uchodził także (wbrew faktom) za współautora kilku z jej książek. Loos opublikowała ich kilka. M.in. A Girl Like I (1966) i Kiss Hollywood Good-Bye (1974), A Cast of Thousands (1977) poświęcone swojemu życiu, a także takie dotyczące pracy filmowej: How to Write Photoplays (1920) oraz Breaking into the Movies (1921). Jest też autorką powieści Mężczyźni wolą blondynki (1925), która stała się podstawą dwóch adaptacji filmowych, w tym wersji z Marilyn Monroe.